# Thomas Charnock
Thomas Charnock (* 1524, 1525 oder 1526, Faversham, Kent; † 1581) war ein englischer Alchemist.
Charnock gehört zu den elisabethanischen Alchemisten, über den am Meisten bekannt ist (neben John Dee).
Das Geburtsjahr ergibt sich aus einem seiner Manuskripte datiert von 1574, in dem er schreibt, dass er 50 Jahre alt ist. Nach eigenen Angaben reiste er in ganz England, bevor er sich in Oxford niederließ. Dort lernte er einen Spiritisten namens James S. kennen, der in Salisbury lebte, 1554 starb und ihn zu seinem Schüler machte. Von ihm habe er das Geheimnis des Steins der Weisen, allerdings verbrannte seine Apparatur 1555. Weitere alchemistische Arbeiten wurden unterbrochen, da er am Krieg der Engländer gegen den König von Frankreich Heinrich II. teilnahm (Entsatz von Calais, das damals wieder an die Franzosen fiel). Ein Friedensrichter, der ihm feindlich gesinnt war, sorgte für seine Einberufung. Aus Frustration zerschlug er seine Apparate mit der Axt. Erst sieben Jahre später kam er aus dem Krieg wieder.
Sein Interesse für Alchemie entstand wahrscheinlich, als er die alchemistische Bibliothek seines Onkels Thomas Charnock erbte, der Beichtvater von Heinrich VII. war, Dominikanermönch der Blackfriars in London und außerdem Alchemist. Nach eigenen Angaben war Charnock ein Gelehrter, aber ohne Ausbildung (unlettered scholar).
1562 heiratete er Agnes Norden, mit der er zwei Kinder hatte, und ließ sich in Stockland-Bristol in Somersetshire nieder und danach im Dorf Combwich, auf der Halbinsel Steart. Dort hatte er ein alchemistisches Labor, das er bis zu seinem Tod 1581 betrieb. Er liegt in Otterhampton Church bei Bridgwater begraben.
Charnock war der Ansicht, dass man für die von ihm lebenslang betriebene Suche nach dem Stein der Weisen in Einsamkeit leben müsste. Die Nachbarn in seinem Dorf misstrauten ihm und er wandte sich einmal an Königin Elisabeth I. mit der Bitte in der Einsamkeit des Towers seine alchemistischen Studien fortsetzen zu dürfen. Die Bitte war erfolglos, denn Königin Elisabeth beschäftigte schon einige Alchemisten (in Somerset House). Er war der Ansicht, dass Roger Bacon, der als Begründer der Alchemie in England galt, erfolglos auf der Suche nach dem Stein der Weisen gewesen wäre, weil er die Grenze zum Okkulten in einem Pakt mit dem Teufel überschritten hätte.
Von ihm stammt ein phantasievolles alchemistisches Buch in altenglischen Versen, The Breviary of Natural Philosophy (1557), teilweise autobiographisch, das in das Theatrum Chemicum Britannicum (1652) aufgenommen wurde. Darin wurden vom Herausgeber Elias Ashmole, der gezielt nach Informationen über ihn suchte, auch weitere Fragmente von ihm aufgenommen (Aenigma ad Alchimiam, 1572). Er hinterließ Notizbücher. Ein Buch von ihm war Elizabeth I. gewidmet (1565) galt lange als verschollen, wurde aber in der British Library wieder aufgefunden (es war früher im Besitz von William Cecil, Lord Burghley). Außer Ashmole stellten auch andere Antiquare Nachforschungen zu ihm an und es erschienen kurze Biografien von Thomas Fuller (1662, Worthies of England), John Aubrey und Anthony Wood (1692). Die Informationen stammten teilweise von einem Geistlichen (Paschall), der in den 1680er Jahren im Dorf Combwich auch das Wohnhaus durchstöberte und Manuskripte fand.